# José María Pino Suárez, Mapastepec
José María Pino Suárez är en ort i Mexiko.   Den ligger i kommunen Mapastepec och delstaten Chiapas, i den sydöstra delen av landet, 800 km sydost om huvudstaden Mexico City. José María Pino Suárez ligger 12 meter över havet och antalet invånare är 384.
Terrängen runt José María Pino Suárez är mycket platt. Runt José María Pino Suárez är det ganska tätbefolkat, med 56 invånare per kvadratkilometer. Närmaste större samhälle är Mapastepec, 11,5 km norr om José María Pino Suárez. Omgivningarna runt José María Pino Suárez är en mosaik av jordbruksmark och naturlig växtlighet.